# Étienne Piquiral
Étienne Piquiral (15 de junho de 1901 — 13 de março de 1945) foi um jogador de rugby union francês, medalhista olímpico.

## Carreira
Durante sua carreira esportiva, esteve associado ao Racing Club de France e ao Stade Français. Ele integrou a equipe da Seleção da França que conquistou a medalha de prata nos Jogos Olímpicos de Verão de 1924 em Paris. Ele jogou as duas partidas da competição, nas quais os franceses derrotaram a Romênia por 61–3 no Stade de Colombes em 4 de maio, e duas semanas depois perderam para os EUA por 3–17.
Durante a Segunda Guerra Mundial, foi capitão de um regimento de artilharia pesada e morreu no cativeiro.